# Stazione di Magenta
La stazione di Magenta è una fermata ferroviaria posta sulla linea Torino-Milano. Serve l'omonimo comune.

## Storia

### Apertura
La stazione ferroviaria di Magenta venne inaugurata il 18 giugno 1858 dall'Imperial-regia società privilegiata delle strade ferrate lombardo-venete e dell'Italia Centrale ed entrò in funzione regolarmente con l'apertura, il 18 ottobre di quello stesso anno, del tratto Magenta-Milano, parte di competenza austriaca della ferrovia Torino-Milano; l'esercizio tuttavia fu avviato dopo il completamento del ponte ferroviario sul Ticino, nel 1859.

### Il ruolo della stazione nella Battaglia di Magenta

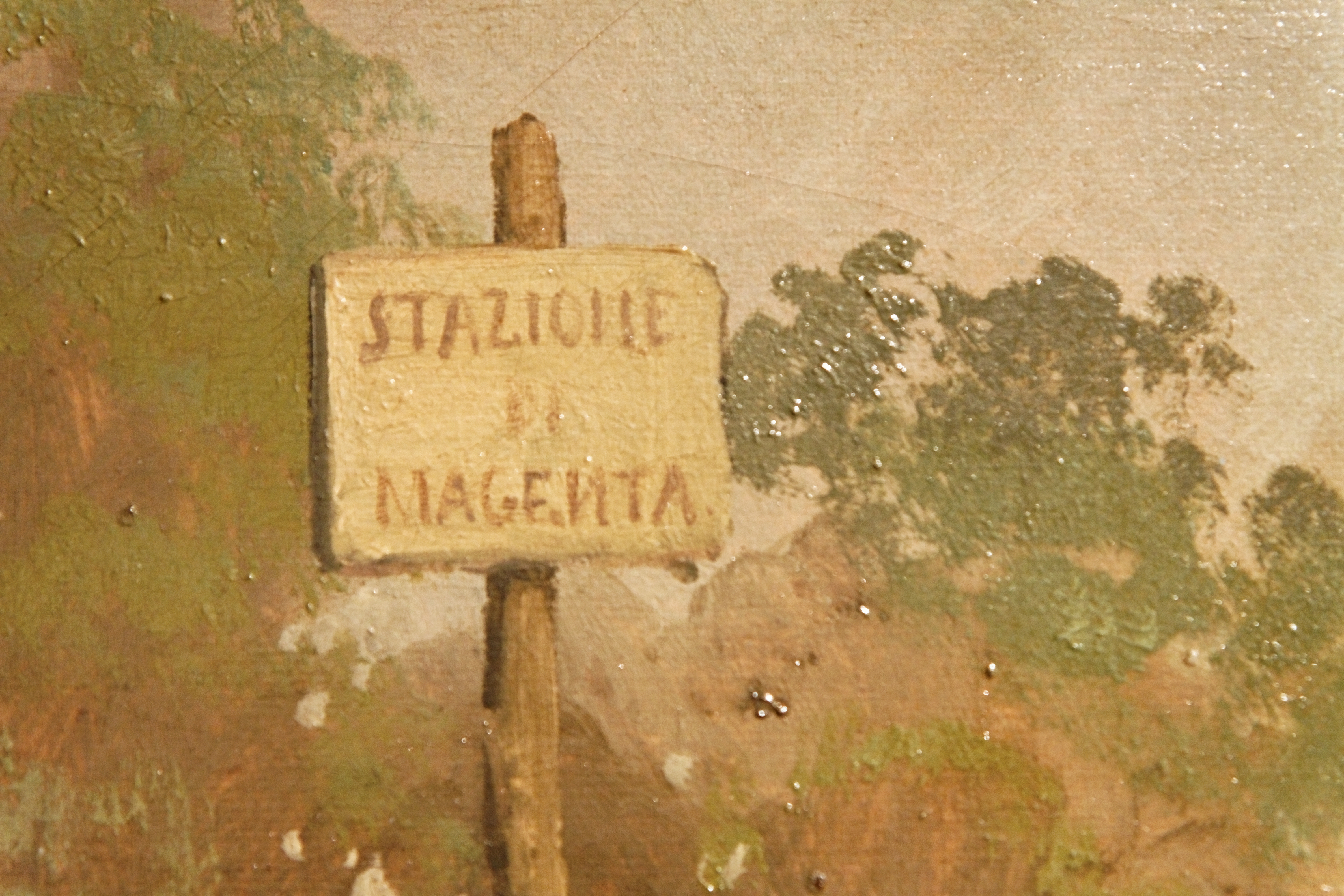
Particolare del dipinto di Gerolamo Induno La battaglia di Magenta: si noti il cartello "Stazione di Magenta" ove appunto si svolsero gran parte degli scontri della battaglia

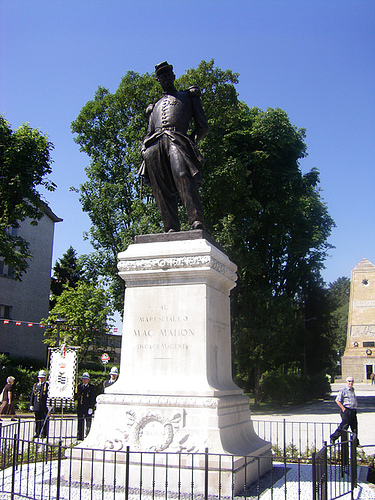
Monumento al Generale Mac Mahon nei pressi della stazione di Magenta

La stazione ebbe un ruolo di fondamentale importanza nella battaglia di Magenta.
Il collegamento ferroviario con il Piemonte, infatti, garantì l'unico passaggio possibile assieme al ponte di Turbigo (che pure era stato danneggiato dagli eventi bellici) alle truppe franco-piemontesi che, dopo gli scontri sostenuti in paese il 4 giugno 1859, entrarono trionfalmente a Milano per liberarla dal governo austriaco.
Solo dopo numerosi sforzi le colonne di Mac Mahon e di Espinasse provenienti da Marcallo, sostenute dalla divisione della guardia di Camou, riuscirono a superare il blocco che gli austriaci avevano posto proprio sui binari della stazione. Verso sera i bersaglieri della divisione del Generale piemontese Manfredo Fanti arrivarono a coprire il fianco sinistro alleato.
Sotto il porticato della stazione, una targa ancora oggi visibile, apposta nel primo centenario dello svolgimento della battaglia, ricorda l'accaduto: essa è posta in direzione dei binari, cosicché, secondo la tradizione, essa venga vista da tutti i viaggiatori che percorrono quel tratto ferroviario, a perenne ricordo delle vite umane sacrificate nello scontro.
Nel vallone che costeggiava i binari, l'attuale Via Piemonte, furono sepolti gran parte dei caduti della giornata. L'area successivamente fu bonificata e i corpi furono rimossi. Nel 1904, i corpi dei caduti furono riposti nell'attuale Ossario, non distante dalla stazione.

## Strutture e impianti
La stazione fu punto strategico all'epoca austriaca per gli scambi con il vicino Piemonte. La struttura oggi visibile del fabbricato viaggiatori risale alla metà dell'Ottocento e ricorda, per stile e forma, quella di Vittuone. Un tempo, essa era situata ai margini del paese, ma oggi è compresa nel centro storico di Magenta. La stazione era dotata di un raccordo ferroviario ora rimosso, attraversante il Viale Piemonte, che raggiungeva la vicina sede della SNIA - Novaceta. Il piazzale merci era attrezzato per il caricamento dei carri merci su camion con pianali per il trasporto allo stabilimento di Ponte Nuovo della S.A.F.F.A. (ora trasformato in parcheggio auto). Le manovre erano effettuate con una locomotiva da manovra Badoni (detta "sogliola") ora accantonata.
Al lato del binario per Milano si trova una storica pensilina di fine '800 realizzata su iniziativa dell'allora parroco, don Cesare Tragella.
Si tratta di una fermata di superficie il cui piazzale è dotato di due binari, i binari di corsa della linea Milano-Torino.

## Movimento
La stazione è servita dai treni della linea S6 (Novara-Pioltello Limito-Treviglio) del servizio ferroviario suburbano di Milano, svolti da Trenord, a cadenza semioraria, nell'ambito di contratto stipulato con Regione Lombardia, e dai treni regionali veloci Torino-Milano di Trenitalia, a frequenza oraria.

## Servizi
Le banchine a servizio dei binari sono collegate tra loro tramite un sottopassaggio pedonale. L'area dedicata al traffico passeggeri è dotata di un impianto di comunicazione sonora.
- Biglietteria a sportello
- Sala d'attesa
- Servizi igienici
- Bar